# Falsotricladus nodulosus
Falsotricladus nodulosus là một loài bọ cánh cứng trong họ Cleridae. Loài này được Pic miêu tả khoa học đầu tiên năm 1939.